# Mirin Dajo
Mirin Dajo (nume real Arnold Gerrit Henskes; n. 6 august 1912, Rotterdam, Țările de Jos – d. 28 mai 1948, Winterthur, cantonul Zürich, Elveția) a fost un fachir neerlandez cunoscut pentru străpungerea corpului său cu diverse obiecte ascuțite și arme albe fără a sângera.